# Eisenbahnunfall von Lokorsko
Der Eisenbahnunfall von Lokorsko war der Frontalzusammenstoß zweier Güterzüge am 15. Januar 2025 gegen 16:00 Uhr in der Nähe des Haltepunkts Lokorsko an der Bahnstrecke Sofia–Burgas in Bulgarien, nordöstlich von Sofia. Zwei Menschen starben.

## Ausgangslage
Die Bahnstrecke ist überwiegend, so auch in dem Abschnitt, auf dem sich der Unfall ereignete, eingleisig ausgebaut und hier auch elektrifiziert. Die Unfallstelle befindet sich zwischen den Bahnhöfen Swetowratschene im Westen und Kremikowzi im Osten.
An dem Unfall beteiligt war ein Richtung Burgas fahrender Containerzug aus dem DB-Schenker-Terminal in Boschurischte des Eisenbahnverkehrsunternehmens PIMK-Rail. Der Zug war mit einer Elektrolokomotive der Bauart Siemens Vectron und einer folgenden Diesellokomotive der Baureihe 07 bespannt. Der Zug stand zunächst im Bahnhof Swetowratschene und wartete dort auf die Freigabe der Ausfahrt.
In der Gegenrichtung war ein Güterzug der BDŽ-Tovarni Prevozi (BDŽ-TP) von Kremikowzi Richtung Serbien unterwegs. Er wurde von zwei Diesellokomotiven der Baureihe 55 gezogen. Dieser Zug stand zunächst auf einem Ladegleis im Bahnhof Kremikowzi, wo er mit Schrott beladen worden war.

## Unfallhergang
Die Fahrdienstleiterin im Bahnhof Kremikowzi gestattete die Einfahrt des PIMK-Zuges aus Swetowratschene in den eingleisigen Streckenabschnitt nach Kremikowzi. Dann entfernte sie sich von ihrem Arbeitsplatz, um Baniza einzukaufen. Ihre Kollegen im Stellwerk waren von der erteilten Fahrerlaubnis nicht unterrichtet und gestatteten daher dem BDŽ-TP-Zug die Ausfahrt aus dem Bahnhof und damit ebenfalls in die eingleisige Strecke. Dabei wurde gegen weitere Vorschriften verstoßen: Das Ladegleis, auf dem der Zug wartete, hat kein Ausfahrsignal. Der Zug hätte deshalb aus dem Ladegleis zuerst in ein Betriebsgleis rangiert werden und dort von BDŽ-Mitarbeitern auf Betriebssicherheit überprüft werden müssen. Anschließend hätte das Eisenbahninfrastrukturunternehmen NKŽI ihm eine Nummer zuteilen müssen und erst dann hätte die Ausfahrt erteilt werden dürfen. Ein solcher Vorgang dauert fast zwei Stunden und verbrennt eine Menge Treibstoff. Es sei bei NKŽI-Mitarbeitern absolut üblich, diese Prozedur vorschriftswidrig abzukürzen und den eingesparten Brennstoff zu stehlen. Weiter wurde der Abfahrauftrag vorschriftswidrig nur mündlich erteilt.
So kam es zur Kollision. Die führende Diesellokomotive des BDŽ-TP-Zugs wurde dabei völlig zerstört. Die beiden Lokomotivführer auf dieser Lokomotive starben. Den beiden Lokomotivführern in der Vectron-Lokomotive des Unfallgegners gelang es, sich in den hinteren Führerstand zu retten.

## Folgen
Bei dem Unfall starben zwei Menschen, sechs weitere wurde verletzt. Ein Brand, der in einer der Lokomotiven ausbrach, konnte schnell gelöscht werden.
In Folge des Unfalls wurden der BDŽ-TP-Chef, der Generaldirektor der NKŽI und der für Eisenbahnen zuständige stellvertretende Verkehrsminister entlassen.